# Peja Lindholm
Peter „Peja“ Lindholm (* 2. Juni 1970 in Östersund) ist ein schwedischer Curler. 
Er wurde mit der schwedischen Nationalmannschaft 1997, 2001 und 2004 Weltmeister, sowie 1998 und 2001 Europameister. Bei den Olympischen Winterspielen wurde er 2002 Vierter und 2006 Achter.

## Erfolge
- Weltmeister 1997, 2001, 2004
- Europameister 1998, 2001
- Juniorenweltmeister 1989
- 2. Platz Weltmeisterschaft 1998, 2000
- 2. Platz Europameisterschaft 2002, 2003, 2004, 2005
- 2. Platz Juniorenweltmeisterschaft 1988
- 3. Platz Europameisterschaft 2000
- 3. Platz Juniorenweltmeisterschaft 1990